# 独异志
《独异志》，唐李亢撰。原有十卷，皆已散佚，今存三卷：有明抄本、《稗海》本。
《独异志》多記載神話或軼事，“杂录古事，亦及唐代琐闻，大抵语怪者居多”，可追溯至女娲兄妹结为夫妇，又如唐代乐昌公主破镜重圆。明代抄本题有「明州刺史赐紫金鱼袋李冗纂」，故又作李冗。